# Cora Reynolds Anderson
Cora Reynolds Anderson (1882-1950), fue la primera mujer y la primera indígena elegida para la Cámara de Representantes de Míchigan (1925-26). En 2001, fue incluida en el Salón de la Fama de las mujeres de Míchigan.

## Primeros años
Anderson nació en L'Anse, Míchigan en 1882. Fue miembro de la banda La Pointe de la tribu chippewa.
Se graduó de L'Anse High School en 1899 y completó su diploma de maestra en el Instituto Haskell.

## Carrera
Comenzó su carrera como maestra en la misión Zeba en L'Anse. Profundamente preocupada por la salud pública, Anderson hizo campaña para apoyar la prohibición contra la tuberculosis. En 1924, se convirtió en la primera mujer y primer nativo americano en ser elegida para la Cámara de Representantes de Míchigan, sucediendo al republicano Patrick H. O'Brien. Representó a los condados de Baraga, Iron, Keweenaw y Ontonagon en la cámara baja de la legislatura de Míchigan y encabezó su Comité de Hogar Industrial para Niñas. Durante su mandato desde 1925 hasta el 1926, también formó parte de los comités estatales de Agricultura, Seguros y Universidad del Norte de Míchigan.

## Muerte y herencia
Anderson murió en 1950.
Fue incorporada al Salón de la Fama de las mujeres de Míchigan en 2001. En Lansing, tanto el Edificio de Oficinas de Anderson House como el Café de Cora dentro del Edificio de la Casa Anderson están nombrados en su honor. Un retrato de ella creado por Joshua Adam Risner se dio a conocer en el edificio de viviendas de Míchigan en diciembre de 2016.